# 16198 Búzios
(16198) Búzios, denumire internațională (16198) Buzios, este un asteroid din centura principală de asteroizi.

## Descriere
16198 Búzios este un asteroid din centura principală de asteroizi. A fost descoperit pe 7 ianuarie 2000 la Stația Anderson Mesa în cadrul programului LONEOS. Asteroidul prezintă o orbită caracterizată de o semiaxă mare de 2,57 ua, o excentricitate de 0,17 și o înclinație de 12,5° în raport cu ecliptica.